# Clinocottus
Clinocottus és un gènere de peixos pertanyent a la família dels còtids.

## Taxonomia
- Clinocottus acuticeps (Gilbert, 1896)[2]
- Clinocottus analis (Girard, 1858)[3]
- Clinocottus embryum (Jordan & Starks, 1895)[4]
- Clinocottus globiceps (Girard, 1858)[5]
- Clinocottus recalvus (Greeley, 1899)[6][7][8][9][10][11]